# یواس‌اس جورج ایستمن (وای‌ای‌جی-۳۹)
یواس‌اس جورج ایستمن (وای‌ای‌جی-۳۹) (به انگلیسی: USS George Eastman (YAG-39)) یک کشتی بود که طول آن ۴۴۲ فوت (۱۳۵ متر) بود. این کشتی  در سال ۱۹۴۳ ساخته شد.